# Сабиха-султан
Сабиха́-султа́н (тур. Sabiha Sultan), также Рукие́ Сабиха́-султан (тур. Rukiye Sabiha Sultan; 19 марта 1894 года, Стамбул — 26 августа 1971 года, там же) — младшая дочь последнего османского султана Мехмеда VI Вахидеддина от его первой жены Эмине Назикеды Кадын-эфенди.
Росла и воспитывалась вместе с сестрой Ульвие-султан. Сабиха, отличавшаяся редкой красотой, была весьма востребованной невестой: среди её предполагаемых женихов были военные и государственные деятели империи, а тажке иранский шах Ахмад Каджар и будущий первый президент Турецкой республики Мустафа Кемаль-паша. В конечном итоге, однако, Сабиха вышла замуж за своего двоюродного брата шехзаде Омера Фарука-эфенди и родила от него трёх дочерей. Первоначально счастливый брак распался 28 лет спустя, и Сабиха больше замуж не выходила.
Как и многие представители династии Османов, после провозглашения республики Сабиха с семьёй была выслана из страны в 1924 году и вернуться на родину она смогла только в 1952 году. Она скончалась в доме средней дочери в Стамбуле в возрасте 77 лет.

## Биография

### Происхождение и ранние годы
Сабиха-султан родилась 19 марта 1894 года в Стамбуле, по разным данным во дворце Ферие (Ортакёй) или же в особняке Ченгелькёй. Родителями девочки были османский султан Мехмед VI Вахидеддин и его первая жена Эмине Назикеда Кадын-эфенди. После рождения Сабихи её мать тяжело болела несколько недель и, судя по всему, стала бесплодной. На момент рождения Сабихи трон занимал её дядя Абдул-Хамид II, а её отец был лишь одним из более дюжины взрослых наследников-шехзаде. Мать султанши Эмине Назикеда была дочерью цабалского князя Хасана Али-бея Маршана и адлерской княжны Фатьмы-ханум Аредбы. Помимо Сабихи в семье было ещё две старших дочери — Ульвие-султан, достигшая зрелого возраста, и Мюнире/Фенире, умершая в младенчестве. Кроме того, у султанши был единокровный младший брат Мехмед Эртугрул-эфенди от брака отца с Шадие Мюведдет Кадын-эфенди.
Детство и юность Сабихи и её сестры, по данным турецкого историка Недждета Сакаоглу, прошли в особняке в Ченгелькёе, где девочки получали частное образование у гувернанток и преподавателей. Также султанш обучали игре на фортепиано под руководством мадемуазель Вочино. Лейла Ачба отмечает, что Мехмед Вахидеддин с семьёй переселился в Ченгелькёй из Ферие из-за случившегося в его части дворца пожара после 1905 года. Молодые годы девушек пришлись на сложный период для страны и мира в целом — в 1914 году разразилась Первая мировая война; и хотя положение в стране было тяжёлым, сами султанши никаких трудностей не испытывали. Наиболее тесные отношения у Сабихи сложились с сестрой, однако близка она была и с двумя жёнами отца Шадие Мюведдет Кадын-эфенди и Неваре Ханым-эфенди, которые получили от султанш прозвища «мини-мама» (тур. Mini Anne) и «красивая мама» (тур. Cici Anne) соответственно; из этих двоих жён отца Сабиха и Ульвие больше всего любили и доверяли Шадие Мюведдет.
Когда в 1916 году наследный шехзаде Юсуф Иззеддин-эфенди совершил самоубийство, титул наследника получил отец Сабихи.

### Брачные планы
Турецкий историк Недждет Сакаоглу пишет, что хотя Сабиха-султан выросла в той же обстановке, что и её старшая сестра Ульвие-султан, выбор жениха для неё выходил за рамки привычной процедуры. По его словам, первоначально для младшей дочери Мехмед VI Вахидеддин выбрал в женихи сопровождавшего его в поездку в Германию в 1917 году мирливу (бригадного генерала) Мустафу Кемаля-пашу. По слухам, в 1918 году перед поездкой в Карлсбад Вахидеддин по дворцовой традиции сделал данное предложение Мустафе Кемалю, и некоторые высшие представители партии «Единение и прогресс» одобрили его; турецкий историк Чагатай Улучай отмечает, что Талат-паша, Энвер-паша и Али Фетхи-бей даже принуждали Мустафу Кемаля к этому браку. Первоначально предполагаемый жених не дал никакого ответа. Хикмет Баюр в работе «Жизнь и творение Ататюрка» так описывает финал этой истории: «Однажды ночью, возвращаясь с бурной гулянки, Мустафа Кемаль взял под руку доктора Расима Ферита Тайлана и провёл до Мачка парка. Там он рассказал о предложении брака и спросил его мнение. Доктор Ферит сказал, что не считает этот брак правильным: 1) За пару месяцев тебе надоедает любая девушка; 2) Вместе с браком с султаншей тебя ждёт разнообразный церемониал, который не придётся тебе по душе; 3) Если женишься на султанше, станешь похожим на Энвер-бея, которого порицаешь. На это Мустафа-паша сказал: „Так ты мой единственный друг“ и отказался от женитьбы». Однако придворная дама матери Сабихи Лейла Ачба пишет, что всё это было лишь слухами, порочащими султаншу; в действительности, Мустафа Кемаль сам просил руки Сабихи, но получил отказ как от неё самой, так и от её отца.
Сакаоглу, ссылаясь на анонимного автора статьи «Последняя история любви в Османском дворце» в журнале «Иллюстрированная история», пишет ещё о нескольких предполагаемых женихах Сабихи. Сабиха-султан была красивой и нежной, многие государственные мужи хотели бы видеть её женой своих сыновей. Однако когда Вахидеддин стал султаном, он выбрал в мужья для дочери Мехмеда Али-пашу, племянника Ахмеда Мухтара-паши. Но когда молодой человек прибыл в Стамбул, он серьёзно заболел, и о помолвке объявлено не было. Сама же Сабиха-султан захотела выйти за героя Хамидие Рауф-бея, но Рауф отказался от предложения, заявив, что он «военный и не будет сидеть у султанской юбки». Личность ещё одного кандидата вызывает сомнения: Сакаоглу называет имена майора Саффет-бей или же иранского шаха Ахмада Каджара, заезжавшего в Стамбул по пути в Париж, но оба эти предложения были отклонены.
Лейла Ачба пишет, что Сабиха была влюблена в своего кузена Сами-бея — сына Медихи-султан. Сам Сами-бей также был влюблён в султаншу, однако его репутация работала против него: прежде, чем жениться, он имел многочисленные любовные связи, а после брака увлёкся сестрой жены, одной из служанок дворца и другими немусульманками во дворце. Любвеобильность Сами не была секретом для жителей дворца, однако этот факт тщательно скрывали от Сабихи. Когда Сами заговорил с матерью о возможности брака с Сабихой, Медиха оказалась категорически против и заявила, что этот брак невозможен, поскольку сам Сами был женат и имел детей, а Сабиха была дочерью государя. Когда о притязаниях Сами-бея узнала мать Сабихи Назикеда, она запретила дочери навещать Медиху и видеться с её сыном. После этого влюблённые вели тайную переписку и организовывали тайные встречи. В конечном итоге, разлучить Сами и Сабиху удалось только султану, который пришёл в ярость, когда узнал о связи дочери с племянником с дурной репутацией, и быстро выдал её замуж.

### Брак
Сакаоглу пишет, что во времена, когда к Сабихе сватался иранский шах, в неё был влюблён шехзаде Омер Фарук-эфенди, единственный сын престолонаследника шехзаде Абдулмеджида-эфенди, который был младше Сабихи на 4 года. Ульвие-султан устроила Омеру Фаруку встречу с Сабихой в своём особняке в Нишанташи, после которой, убедившись, что сестра тоже неравнодушна к кузену, рассказала обо всём отцу-султану.

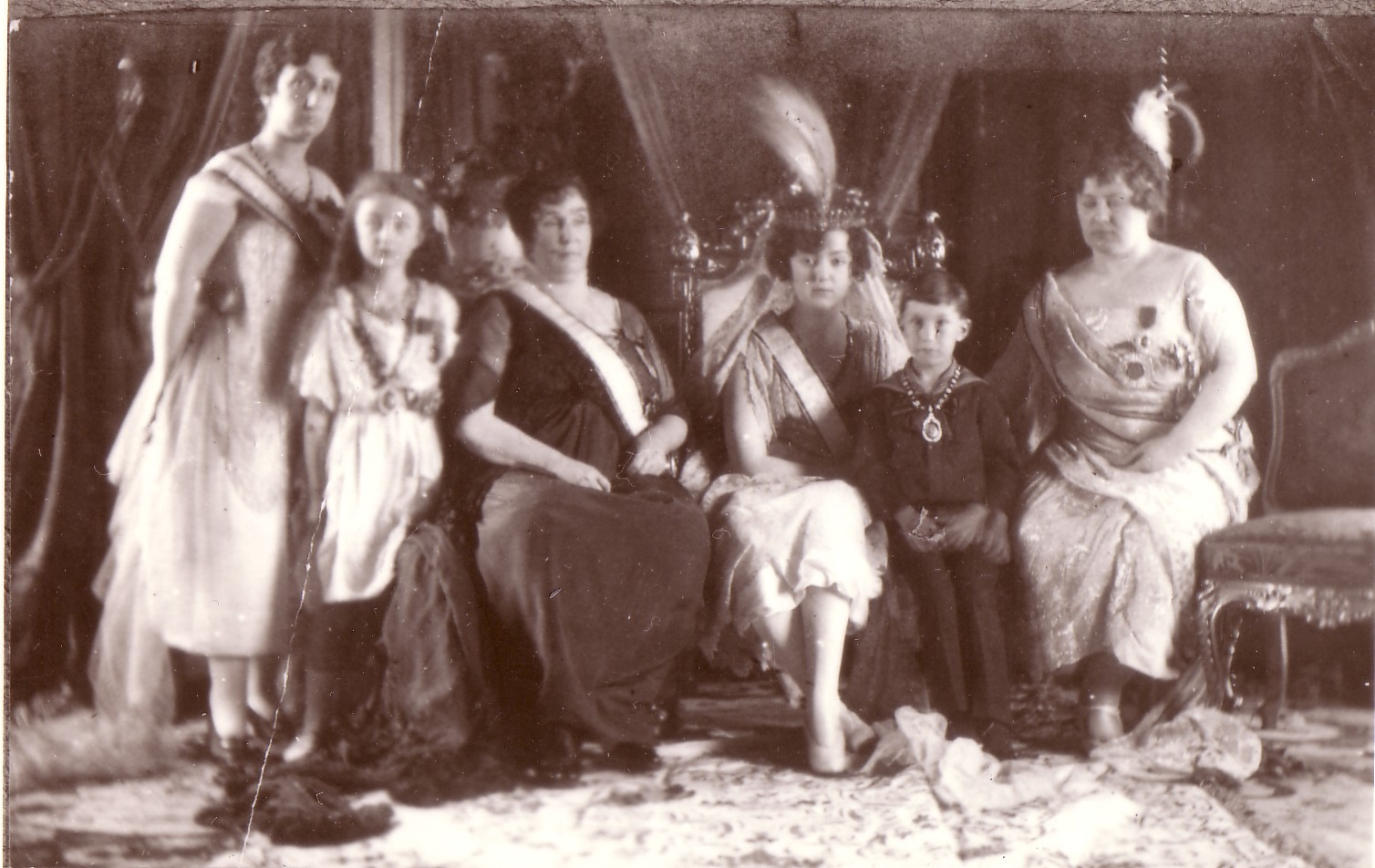
Сабиха-султан с родственниками в день своей свадьбы в 1920 году.
Слева направо: Ульвие-султан (сестра Сабихи), Дюррюшехвар-султан (сестра Омера), Эмине Назикеда Кадын-эфенди (мать Сабихи), сама Сабиха, Мехмед Эртугрул-эфенди (единокровный брат Сабихи) и Шехсувар Кадын-эфенди (мать Омера)

По свидетельству Лейлы Ачбы, обручение Сабихи и Омера Фарука состоялось 5 декабря 1919 года в квартире Хиркан Саадет дворца Топкапы, обряд провёл шейх-уль-ислам Хайдаризаде Ибрагим-эфенди; в соответствии с традициями, ни жених, ни невеста на церемонии не присутствовали — их представляли Омер Иавер-паша и главный писарь Али Фуад-бей соответственно. Сама свадьба была назначена на 29 апреля 1920 года. Пышные торжества прошли во дворце Йылдыз. Свадебный наряд для Сабихи был пошит в течение недели гречанкой мадам Каливруси — одной из трёх признанных стамбульских швей-мастериц своего времени. Длинное платье было сшито из белого шёлка, голову Сабихи венчала алмазная корона с достающей до пола тюлевой фатой; в качестве украшений Сабиха использовала подвеску в виде эмблемы династии и нагрудный орден Абдул-Меджида первой степени. После окончания всех церемоний молодожёны отбыли во дворец в Нишанташи, выделенный им султаном.
В браке с Омером Фаруком Сабиха родила троих дочерей: Неслишах (1921—2012), Ханзаде (1923—1998) и Неджлу (1926—2006). Лейла Ачба, видевшая Сабиху последний раз в 1924 году, отмечает, что на тот момент брак госпожи казался вполне счастливым.

### Падение султаната и изгнание
1 ноября 1922 года правительство в Анкаре приняло решение о разделении халифата и султаната и упразднении последнего. В первые дни после упразднения султаната отец Сабихи провёл тайные приготовления и 17 ноября 1922 года сбежал, при этом его семья осталась в Стамбуле. Под свою опеку родных Сабихи взял её свёкор — новый халиф Абдулмеджид-эфенди. 12 октября 1923 года в Анкаре было созвано Великое национальное собрание Турции, провозгласившее создание Турецкой республики.
В 1924 году был издан указ о высылке членов династии Османов за пределы страны. 4 марта членам семьи Мехмеда VI было объявлено, что все они должны покинуть страну; мужчинам давалось 24 часа, женщинам — 10 суток. Те, кто не уедет добровольно в установленный срок, будут выдворены из страны силой. Ранее тем же утром тайно вывезен из страны был свёкор Сабихи халиф Абдулмеджид со своей семьёй. Вместе с отцом покинул страну и супруг Сабихи Омер Фарук. Сама она осталась в Стамбуле с матерью и сестрой. 5 марта был разграблен дворец, в котором обитала семья Мехмеда Вахидеддина, хотя к тому моменту у обитательниц дворца почти не осталось ни денег, ни драгоценностей, которые можно было продать. 6 марта Сабиха с сестрой навестила мать, и они приняли решение покинуть страну как можно скорее. Отъезд был назначен на 10 марта: в Сан-Ремо, где жил Мехмед Вахидеддин, его жёны должны были отправиться по морю, тогда как Сабиха и Ульвие покидали Стамбул поездом. 10 марта, как и планировалось, семья бывшего султана покинула страну.
Сан-Ремо стал для Сабихи лишь перевалочным пунктом: простившись с семьёй, она отправилась в Швейцарию, где Сабиху ждал супруг и его семья. Когда халиф переехал в Лондон, Сабиха с мужем оставалась в Швейцарии, однако позднее, когда Абдулмеджид поселился в Ницце, супруги перебрались к нему. В Ницце родилась младшая дочь Сабихи Неджла. В 1938 году Сабиха с семьёй перебралась в Каир — в Египте к тому моменту уже несколько лет жила и её старшая сестра Ульвие с семьёй.
В 1948 году брак Сабихи и Омера Фарука, продлившийся 28 лет, окончился разводом. К этому моменту все три дочери Сабихи и Омера Фарука были замужем за представителями египетской королевской династии. В том же 1948 году Омер Фарук женился на Михрибан Михришах-султан, дочери своего кузена шехзаде Юсуфа Иззеддина-эфенди, которая была на 18 лет младше супруга и с которой у него в период брака с Сабихой была тайная связь. После развода с мужем Сабиха некоторое время оставалась в Каире, а затем в 1952 году вернулась в Турцию и поселилась в особняке в Ченгелькёе, принадлежавшем её дочери Ханзаде. Больше она замуж не выходила. Сабиха-султан скончалась 26 августа 1971 года и была похоронена на кладбище Ашиян рядом со своей старшей сестрой Ульвие-султан.